# داريل بيرس
داريل بيرس (بالإنجليزية: Darryl Pearce)‏ مواليد 15 أكتوبر 1960، هو لاعب كرة سلة أسترالي سابق بدأ مسيرته الاحترافية في سنة 1982. اعتزل اللعب في 1995.

## روابط خارجية
- داريل بيرس على موقع الاتحاد الدولي لكرة السلة (الإنجليزية)
- داريل بيرس على موقع ريلجم (الإنجليزية)
- داريل بيرس على موقع سبورتس رفرنس (الإنجليزية)
- داريل بيرس على موقع أوليمبيديا (الإنجليزية)
- داريل بيرس على موقع اللجنة الأولمبية الأسترالية (الإنجليزية)